# Demi Lovato
Demetria Devonne Lovato, més coneguda com a «Demi» Lovato, (Albuquerque, 20 d'agost de 1992) és una actriu i cantant estatunidenca, especialment coneguda pel seu paper a la pel·lícula Camp Rock i a les sèries de televisió Barney i els seus amics i Sonny with a Chance. Es considera persona no-binària.
El 23 de setembre de 2008 publicà Don't Forget, el seu àlbum debut com a cantant solista. També aconseguí gran èxit a les llistes d'arreu del món un altre disc seu titulat Unbroken. Posteriorment publicà àlbums com Demi, Confident, Tell Me You Love Me. La tardor de 2012, i successivament l'any 2013, formà part del jurat del programa The X Factor. L'any 2017 reeixí amb la publicació de la cançó «Échame la culpa», amb Luis Fonsi.
El maig de 2021 va anunciar públicament que s'identificava amb el gènere no-binari i que el seu pronom de gènere preferit era they. L'agost de 2022, però, es va retractar d'aquest darrer punt i ara utilitza tant they com she novament.

## Biografia
Nascuda a Albuquerque, Nou Mèxic, tingué dues germanes: Dallas, tres anys més gran que ella, que fou també actriu i cantant, i Madisson, que era deu anys menor. La seva mare, Diana Hart, va ser una «Dallas Cowboys Cheerleader» i una reconeguda cantant en la seva ciutat. Demi va estudiar a l'escola secundària Cross Timbers Middle School, on va formar part de la coral durant tres anys.
Al final dels anys 2000, d'adolescent i mentre treballava per a Disney Channel, va ser violada. No hi va haver repercussions per a l'agressor.

## Carrera professional
Va començar a actuar als sis anys, quan va ser triada el 2002 a Barney & Friends com a Angela. En aquesta mateixa època, va destacar per la seva qualitat musical, i, a més, va aparèixer en un capítol de Prison Break, Split Ends i Just Jordan. El gener de 2007 va aparèixer en la minisèrie de Disney Channel de cinc minuts anomenada As The Bell Rings com Charlotte Adams estrenada el 26 d'agost de 2007. El seu llançament a la fama va ser a la pel·lícula original de Disney Channel anomenada Camp Rock que va ser estrenada el 20 de juny de 2008 als Estats Units. Com a cantant va començar a tocar la guitarra a partir dels deu anys. Els Jonas Brothers també van escriure algunes cançons del que seria el seu àlbum de debut. També obrí els concerts dels Jonas Brothers en el seu tour Burnin' Up i va ser la protagonista de la sèrie de Disney Channel Sonny With a Chance com Sunny Munroe. A més a més, va filmar la pel·lícula original de Disney Channel anomenada Princess Protection Program amb la seva millor amiga, la protagonista de Wizards of Waverly Place, Selena Gómez.
Com a cantant solista, Demi llençà el seu àlbum debut Don't Forget el 23 de setembre de 2008. El seu penúltim àlbum, Unbroken ha tingut un gran èxit a les llistes d'arreu del món. Actualment, ja ha tret el seu quart àlbum d'estudi.
A la tardor de 2012, Demi va ser jurat a la segona temporada de la versió estatunidenca de The X Factor.
El 2013, va aparèixer a la cinquena temporada de Glee, reeixida sèrie americana emesa per la cadena FOX, com a Dani.

## Filmografia
- 2007-2008: As The Bell Rings - Charlotte Adams
- 2008: Camp Rock - Mitchie Torres
- 2008: Princess Protection Program - Rosie Montoya
- 2009-2011: Sunny entre estrellas - Sunny Munroe
- 2009: Camp Rock - Mitchie Torres
- 2010: Camp Rock 2 - Mitchie Torres
- 2013: Glee

## Discografia
Àlbums d'estudi
- 2008: Don't Forget
  - La la land (cançó)
- 2009: Here We Go Again
- 2011: Unbroken
- 2013: Demi
- 2015: Confident
- 2017: Tell Me You Love Me
- 2021: Dancing with the Devil... The Art Of Starting Over
- 2022: Holy Fvck

## Gires
- 2009-2010: Demi Lovato: Live in Concert
- 2011-2013: A Special Night with Demi Lovato
- 2014: The Neon Lights Tour
- 2014-2015: Demi World Tour
- 2018: Tell Me You Love Me World Tour
- 2022: Holy Fvck Tour